# Тупоу, Боуи
Боуи Тупоу (англ. Bowie Tupou, род. 3 августа 1982, Нукуалофа, Тонга) — австралийский боксёр-профессионал тонганского происхождения, выступающий в тяжёлой весовой категории.

## Биография
Тупоу родился 3 августа 1982 года в Тонга и переехал в горы Друитт в возрасте 11 лет, затем он женился и переехал в Новый город, (Новый Южный Уэльс, Австралия). До того как стать боксером, Боуи профессионально играл в регби футбольной лиги в Австралии. В 2007 году переехал в США.
Боуи начал свою боксёрскую карьеру под руководством известного австралийского тренера Джефа Френча. На любительском ринге провёл всего один поединок который выиграл нокаутом.

## Профессиональная карьера
На профессиональном ринге Тупоу дебютировал в феврале 2006 года. В третьем поединке завоевал титул чемпиона штата Австралии, Новый Южный Уэльс.
Провёл 18 поединков и проиграл нокаутом джорнимену Деметрису Кингу.
14 мая 2011 года выиграл нокаутом американца Мануэля Кесаду. Через полгода победил по очкам Доннела Холмса (33-1)
В 2012 году провёл два поединка и проиграл нокаутом непобеждённым проспектам Малику Скотту и Брайанту Дженнингсу.
1 августа 2015 года проиграл нокаутом в 1-м раунде новозеландцу Джозефу Паркеру.

### Возвращение в бокс
В Вудене (Австралия) после 5 лет отсутствия вернется на ринг 19 октября 2024 года в бою с 41-летним австралийским джорнимэном Арсене Фоссо (5-4). 